# Corrie Tijsseling
Corrie Tijsseling (Leersum, 6 september 1966) is wijsgerig pedagoog. Ze is vermoedelijk horend geboren. Vanwege een progressieve vorm van doofheid (waarschijnlijk een variant op het syndroom van Usher) kreeg zij op vijfjarige leeftijd hoortoestellen aangemeten. Op de leeftijd van 25 jaar toonde het audiogram doofheid. Op de leeftijd van 29 jaar is zij gestopt met het gebruik van hoortoestellen. Sinds 2022 heeft zij een cochleair implantaat gekregen. Haar moeder is doof en haar vader was doofblind.

## Opleiding en werk
Tijsseling volgde regulier onderwijs, maar heeft de MAVO afgerond op De Stijgbeugel in Arnhem, een school voor slechthorenden. Hierna behaalde zij het LTS diploma Grafische Technieken en behaalde aanvullend via het leerlingstelsel het vakdiploma vlakdrukmonteur. Na enige jaren volgde zij de MBO avondopleiding voor hovenier/tuinontwerper. Ook dit beroep heeft zij enige jaren uitgeoefend. In 1997 begon zij in de avonduren aan de studie pedagogiek bij de Universiteit Utrecht, nadat zij aan het toelatingsexamen (Colloquium Doctum) voldaan had. Via een rechtszaak tegen de Nederlandse Staat dwong ze vergoeding van de inzet van doventolken af. Zij kreeg dit in eerste instantie niet, omdat zij al voldoende vakdiploma's zou hebben om een baan te kunnen vinden. Dat dit geweigerd werd, heeft te maken met de Nederlandse constructie waarin de tolkvoorzieningen verbonden zijn aan arbeidssituatie, in plaats van onderwijs- en ontwikkelingsmogelijkheden.
Haar afstudeerscriptie is in boekvorm uitgekomen: Anders doof – een nieuw perspectief op doof zijn (ISBN 9077822119). Daarin pleit Tijsseling voor een tweetalige opvoeding van dove kinderen waarbij gebarentaal als eerste, voornaamste en blijvende taal geldt en waarbij men zich in gelijke of meerdere mate richt op de visuele ontwikkeling van dove kinderen. Ze beveelt aan dat horende ouders zich goed in de materie en de dovengemeenschap verdiepen om zo hun kind een open toekomst te kunnen bieden. Haar stelling dat ouders die bewust niet voor gebarentaal kiezen aan communicatieve mishandeling doen werd haar door vele ouders en de oudervereniging FODOK niet in dank afgenomen. De FODOK is het wel met Corrie Tijsseling eens dat gebarentaal in de opvoeding belangrijk is en dat er goede voorlichting over gebarentaal en CI moet zijn.
Tijdens haar studie werkte Tijsseling als onderwijsassistent bij de Universiteit Utrecht. Zij was onder andere redactielid van Pedagogiek Net Ook werkte zij tijdens haar studie bij Viataal, een instelling voor zorg en onderwijs aan mensen met auditieve en communicatieve beperkingen. Zij begon daar als onderzoeksassistent bij het project WE2T waarin onderzoek werd gedaan naar de taalontwikkeling bij dove kinderen in eentalige en tweetalige situaties. Vervolgens werd zij projectmedewerker bij het project ViSiCAST, waarin een semiautomatische vertaling van geschreven tekst naar gebarentaal werd ontwikkeld. Hierbij werd de gebarentaal weergegeven door een avatar. Naar aanleiding van de constatering van seksueel misbruik onder leerlingen en cliënten schreef zij een notitie over mogelijke oorzaken van dit misbruik en preventiemogelijkheden. Hierop is zij gevraagd als projectleider van het project RESPECT, een breed project waarin een visiedocument ontwikkeld is, bewustwording binnen de instelling vergroot is en preventiemiddelen ontwikkeld zijn. In 2003 beëindigde zij haar arbeid bij Viataal om promotieonderzoek te doen naar de invloed van filosofie en religie op het dovenonderwijs. Sinds 2006 werkt zij daarnaast als docent bij het departement Pedagogische en Onderwijskundige Wetenschappen van de Universiteit Utrecht. Tevens is zij sinds 2008 werkzaam als docent Dovencultuur bij de afdeling Gebarentaalwetenschap van de Universiteit van Amsterdam.
Tijsseling geeft regelmatig in binnen- en buitenland lezingen rondom het thema "onderwijs en opvoeding van dove kinderen" en er verschijnen regelmatig publicaties van haar hand. Zij is columniste bij het onafhankelijke blad van en voor doven: Woord en Gebaar, en het vakblad "Interpres" van de Nederlandse Beroepsvereniging Tolken Gebarentaal (NBTG. Daarnaast voert zij op freelance basis werkzaamheden uit op het gebied van advisering en begeleiding.